# Guerra Lelantina
La guerra Lelantina o Lelántica fue un largo conflicto bélico entre las ciudades-estado de Eretria y Calcis en la Antigua Grecia, entre el 710 y el 650 a. C. La razón de la guerra fue la pugna por la fértil llanura Lelantina en la isla de Eubea. Debido a la importancia económica de las dos polis participantes el conflicto se extendió considerablemente, con muchas ciudades-estado aliándose a cada lado, resultando que la mayoría de Grecia entró en guerra.
Se desconoce quién ganó la guerra; se dice que Calcis, aunque salió agotada de la lucha y el resultado real fue que ambas ciudades entraron en una espiral descendente. Se poseen muy pocos datos sobre esta guerra, por más que Tucídides la considerara lo suficientemente importante como para hacerle un lugar en su Historia de la guerra del Peloponeso.

Fue para la guerra que tuvo lugar hace tanto tiempo entre Calcis y Eretria cuando el resto de Grecia se dividió para aliarse cada cual a uno de los bandos.
Tucídides, Historia de la guerra del Peloponeso i.15.

## Orígenes
Eretria y Calcis habían tenido originalmente una unión política con Atenas al ser todas ellas parte de la tribu jonia. Evidencia de esto es que dos asentamientos jonios de la Anfictionía délfica fueron dados a Atenas y a los jonios de Eubea: Calcis y Eretria. Ambos se dirigieron pronto a la conquista del control de las cercanas islas Cícladas y otros puntos extranjeros, más lejanos, para su expansión en pro del comercio, y su control entre Asia Menor y la Magna Grecia.

Ubicación de la llanura Lelantina.

Desde el comienzo del siglo VII a. C. la cooperación se volvió competición, pacífica al comienzo pero tornándose en conflicto armado después. Dado su estatus de potencias comerciales esta guerra implicó a gran parte del mundo griego y por lo tanto mereció la mención de Tucídides, junto con la guerra de Troya, como guerra comparable a la guerra del Peloponeso. Se le llama Lelantina por la llanura de Lelantum, un pequeño llano situado entre Eretria y Calcis que fue el escenario de la guerra. El término "guerra Lelantina" no es contemporáneo sino moderno. Los autores antiguos se refieren a ella normalmente como "la guerra entre los calcidios y los eretrieos (πόλεμος Χαλκιδέων καὶ Ἐρετριῶν pólemos Chalkidéon kaì Eretriōn).

## Fecha de la guerra
No se tiene información directa de fuentes antiguas para datar esta guerra. Evidencias indirectas señalan a algún momento entre los últimos veinte años del siglo VIII a. C. y la primera mitad del siglo VII a. C., en una fecha que la sitúa a medio camino entre la historia y la leyenda. Según Juan José Torres Esbarranch, «probablemente se inició en el siglo VIII a. C. y se generalizó en el VII a. C.» En ese mismo momento, el sitio de Lefkandi estaba siendo abandonado. Existe, sin embargo, evidencia de que durante el siglo VIII a. C. Calcis y Eretria habían estado cooperando, lo que vuelve esta fecha algo improbable. Es más, Teognis insinúa que hubo un conflicto entre Eretria y Calcis a mediados del siglo VI a. C. Mientras unos pocos historiadores han sugerido que esa es la fecha de la guerra Lelantina, es más probable que Teognis se refiera a una segunda, menor e incluso más desconocida guerra Lelantina. El autor español citado, dice que «acabó en 570 a. C. con la victoria de Calcis».

### Evidencias arqueológicas
Los estudios arqueológicos han demostrado que los primeros enterramientos guerreros en el área del antiguo cementerio de los héroes de Eretria tuvieron lugar sobre el 710-705  a. C. El último enterramiento de este estilo data del 690  a. C.
El emplazamiento de Calcis, aún ocupado, ha sido sujeto de varias pequeñas excavaciones, pero los enterramientos de guerreros similares están indicados por fuentes escritas, sobre todo en lo referente al enterramiento de Anfídamo. Alrededor del 680 a. C, un edificio triangular fue levantado sobre las fosas de Eretria y usado para dedicar ofrendas a los héroes caídos. Esto podría estar relacionado con una vuelta al conflicto tras un tiempo de paz, coincidiendo con la búsqueda eretria de ayuda. La ocupación de los antiguos asentamientos y el uso de enterramientos en Lefkandi, situada entre Calcis y Eretria en la llanura Lelantina, cesaron aproximadamente al mismo tiempo que la guerra Lelantina y la pujanza de Eretria. Los arqueólogos han pensado que quizá Lefkandi haya sido la predecesora de Eretria y fuera abandonada como resultado de la victoria de Calcis en la guerra.

## Trasfondo
Calcis y Eretria eran puertos al oeste de la costa de Eubea. Ambas ciudades reclamaban la Llanura Lelantina, quizá porque originariamente utilizaban el río Lelas, que atraviesa la explanada de norte a sur, como frontera natural. Sin embargo, aunque Eretria está situada fuera de la llanura, la reclamaba desde antiguo. La razón probable es que Eretria fuera en principio el puerto de una ciudad situada más allá del Este. Esta ciudad estaría localizada en la desembocadura del río Lelas, cerca de la moderna Lefkandi. Su nombre antiguo es desconocido, así que generalmente se llama según el asentamiento actual. Lefkandi sufrió graves destrucciones en sobre el 825 a. C., tras la cual la mayoría de su población se habría trasladado a Eretria.
Tanto Calcis como Eretria tenían originariamente una unión política con Atenas ya que pertenecían a la liga Jónica. Esto lo evidencia que los dos puestos jonios en la anfictionía Délfica fueron dados uno a Atenas, y otro a los jonios de Eubea; Calcis y Eretria.
En el siglo VIII a. C. Eubea era una de las regiones económicamente más fuertes de Grecia. Las dos potencias líderes de la isla, Calcis y Eretria, se encontraban entre dos fuerzas pujantes de las colonias griegas o apoikiai del mar Mediterráneo, actuando durante largo tiempo no como competidoras sino como aliadas. Sobre mediados del siglo VIII a. C. fundaron juntas Al Mina, una colonia creada para facilitar el comercio con el este del Mediterráneo.
Prácticamente al mismo tiempo ambas se expandieron hacia el este. Conjuntamente con Corfú, Eretria aseguró su paso al oeste del mar Mediterráneo. Durante el segundo cuarto del siglo VIII a. C., los comerciantes eubeos se hacían presentes en la isla de Pitecusas (Isquia) fuera de la costa de Campania, para mejorar el mercadeo con los etruscos. Unas décadas más tarde se fundó Cumas, la primera colonia griega en tierras italianas.
Sobre el 735 a. C. Calcis fundó la primera colonia griega en Sicilia, un hecho que Tucídides vio como el verdadero comienzo de la colonización griega.
Poco después se fundaron  Regio y Zancle cada una en una parte del importante punto estratégico del estrecho de Mesina.

### Causas de la guerra
De acuerdo con la tradición, la guerra fue causada por un conflicto por la llanura Lelantina. Era esta un área muy fértil que había sido usada durante un largo periodo para la agricultura, incluyendo el cultivo de viñas. En Grecia, donde las tierras fértiles son escasas, las guerras por los lugares donde poder desarrollar la agricultura no eran infrecuentes, especialmente en la Época Arcaica, por ejemplo entre Mégara y Atenas. De cualquier forma, aún es poco claro por qué Calcis y Eretria de un momento a otro pasaron a guerrear por una tierra por la que en apariencia habían estado siempre de acuerdo en su uso.

## Transcurso de la guerra
La guerra entre Calcis y Eretria comenzó sobre el 710  a C. Aunque ambas ciudades habían tenido numerosas flotas, estas estaban amarradas en tierra.
Ya que la guerra tuvo lugar antes de la introducción de los hoplitas, y fue sin arcos ni hondas, probablemente los combatientes iban armados de forma ligera con espadas.
De acuerdo con otra opinión, la guerra consistió simplemente en caballería. Las líneas más relevantes de Arquíloco nos muestran que el conflicto seguía abierto durante la vida del poeta (se cree que murió sobre el 645 a. C.). Esto es posible, ya que el conflicto se fue subdividiendo en diferentes fases de combate y acuerdos, como ocurrió en el caso de la guerra del Peloponeso o las guerras de Mesenia.

### Tropas
Eretria en estas fechas pudo llegar a reunir unos 3000 infantes, 600 jinetes y 60 carros. Esto implica que esta guerra tuvo lugar en un tiempo de transición entre el áristos homérico —ya que se llevaban carros y se luchaba como los héroes de la Ilíada— y el hoplita clásico. La envergadura y número de las fuerzas de Calcis nos son desconocidas. Solo sabemos que su infantería era superior y su caballería inferior a la de Eretria.

### Alianzas y tratados
En un primer momento la guerra pudo haber contado con las dos ciudades rivales y sus territorios. Durante el conflicto, el territorio de Eretria incluiría un cuarto de la isla de Eubea, así como las islas cercanas de las Cícladas: Andros, Tenos y Ceos. La expansión de la guerra a otras regiones y el número de aliados aún no está claro. Hay referencias directas a tres participantes más aparte de Calcis y Eretria: Mileto, por la parte de Eretria, y Samos, así como Tesalia, por la de Calcis.
Además, las enemistades y alianzas entre los antiguos estados griegos que conocemos por otras fuentes nos sugieren más participantes, llegando algunos estudiosos a contar unos 40.
Esta cantidad implicaría a su vez un sistema de alianzas políticas, que según la mayoría de estudiosos no puede considerarse aún posible en el siglo VIII a. C. Incluso si otras muchas ciudades hubieran participado al mismo tiempo, no se puede concluir tampoco que todas las revueltas que hubiera en ese periodo entre ciudades griegas estuvieran relacionadas con esta guerra. Así, muchos autores afirman que, aparte de las ciudades ya mencionadas, solo Egina, Corinto y Mégara y tal vez también Quíos y Eritras llegaron a participar.
La isla de Egina ejercía una actividad comercial muy activa con Egipto, donde su mayor competidora era Samos. Samos era aliada de Calcis, lo que sugiere que Egina se puso del lado de Eretria. Corinto y Mégara pasaron en guerra prácticamente toda la Época Arcaica, principalmente por la conquista de la península de Peracora por parte de Corinto, ya que esta había pertenecido a Mégara. Las acciones de colonización de Calcis y Corinto en el Oeste sugieren que ambas estaban aliadas, o al menos no enemistadas; Calcis habría prevenido a los emigrantes de Mégara sobre asentarse en Lentini, mientras Corinto habría conducido a los emigrantes de Eretria fuera de Corcira.
Análogamente se supone una amistad entre Mégara y Eretria. Heródoto nos hace llegar que Quíos apoyó a Mileto en la Revuelta Jonia, ya que Mileto previamente había asistido a Quíos contra Eritras. Así, basados en la alianza de Mileto, se puede imaginar una alianza entre Quíos y Eretria, así como otra entre Calcis y Eritras.
Estudiosos en la actualidad opinan que estas alianzas de tanta longevidad no pueden haber existido en el siglo VIII a. C. En vez de eso, argumentan que podría haber sido algo parecido a alianzas por amistades personales entre la nobleza, de modo que la guerra solo involucrara a Eretria, Calcis y al aristócrata tesalio Cleómaco con sus propias tropas. El historiador germano Detlev Fehling cree que toda la guerra Lelantina es una invención posterior, producida por una cadena de "falsas noticias", aunque esta opinión ha sido en general rechazada.
Sobre el 700 a. C. la metrópoli eretria en Lefkandi fue finalmente destruida, probablemente por Calcis. Esto cortaría el vínculo de Eretria con la llanura de Lelanto. En el mismo periodo, Mileto, aliada de Eretria, devastó Caristo, ciudad del sur de Eubea. Durante esta fase, Mileto pasó a ser la potencia líder en el este del mar Egeo. La guerra (probablemente interrumpida por tratados) duró hasta la mitad del siglo VII  a. .C. Se puede concluir que acabó a favor de Calcis, gracias a la intervención de la caballería tesalia, liderada por Cleómaco; aunque no está completamente claro si ese episodio en concreto decidió la victoria, o si por el contrario fue de otra manera como ganó Calcis definitivamente.

## Consecuencias
Tras la larga guerra, Eubea, otrora la líder de la región de Grecia, se convirtió en un lugar atrasado. No solo se destruyó Eretria, sino que la probable vencedora, Calcis, perdió su relevancia política y económica. En los comercios mediterráneos, la cerámica corintia con su decoración recogió el testigo de la previa importancia de la cerámica de Eubea. El papel de líder en la colonización lo tomaron las polis de Asia Menor como Mileto (colonización por el Este) y Focea (colonización por el Oeste).
Calcis entró en un largo declive mientras que las islas en las Cícladas que controlaba Eretria anteriormente parecían hacerse independientes.
Desde Teognis, aparece otro conflicto por la llanura Lelantina en el siglo VI a. C., por lo que parece que ambas ciudades lucharon de nuevo por ella. En cualquier caso, después de la guerra ambas ciudades continuaron la colonización de la península Calcídica en el norte de Grecia.
Eretria cayó oprimida por la ayuda que Mileto le había dado durante la guerra, al tener que devolver sus deudas por la Revuelta jónica. Esto llevó a Eretria a la destrucción antes de la batalla de Maratón en el 490 a .C .
Calcis mantuvo su control sobre la Llanura Lelantina hasta el 506 a .C ., cuando Atenas estableció una cleruquía allí.